# Điểu Tùng

Vị trí tại Cao Hùng

Điểu Tùng (tiếng Trung: 鳥松區; bính âm: Niǎosōng Qū) là một khu (quận) của thành phố Cao Hùng, Trung Hoa Dân Quốc (Đài Loan). Đây là một quận nông thôn và được biết tới với thắng cảnh hồ Trừng Thanh. Diện tích của quận là 24,5927 km², dân số vào tháng 8 năm 2011 là 43.092 người thuộc 16.828 hộ gia đình, mật độ cư trú đạt 1752,2 người/km².